# بلال نجدي
بلال محمود نجدي (26 نوفمبر 1993) هو لاعب كرة قدم لبناني يلعب في مركز الوسط مع نادي التضامن صور - سفير الجنوب ومنتخب لبنان لكرة القدم.

## الإنجازات

### النادي
الأنصار
- كأس لبنان: 2016–17